# Sauber C34
El Sauber C34 es un monoplaza de Fórmula 1 diseñado por Sauber F1 Team para competir en la Temporada 2015 de Fórmula 1. Para esta temporada, tras un 2014 con unos resultados desastrosos, el equipo despidió a sus pilotos Adrian Sutil y Esteban Gutiérrez, y los sustituyó por Marcus Ericsson, que llegó procedente de Caterham y por Felipe Nasr, piloto debutante procedente de la GP2.
El coche fue presentado el 30 de enero de 2015 por internet.
Tras los pésimos resultados cosechados por su predecesor, que no logró puntuar en toda la temporada, el C34 logró en el primer gran premio unos excelentes 5.º y 8.º puestos de Nasr y Ericsson respectivamente, puntuando el equipo Sauber con los dos coches por primera vez desde el Gran Premio de Japón de 2013

## Resultados
(Clave) (negrita indica pole position) (cursiva indica vuelta rápida)
| Año  | Motor                      | Neu. | N.º | Pilotos         | 1   | 2   | 3   | 4   | 5   | 6   | 7   | 8   | 9   | 10  | 11  | 12  | 13  | 14  | 15  | 16  | 17  | 18  | 19  | Puntos | Pos. |
| ---- | -------------------------- | ---- | --- | --------------- | --- | --- | --- | --- | --- | --- | --- | --- | --- | --- | --- | --- | --- | --- | --- | --- | --- | --- | --- | ------ | ---- |
| 2015 | Ferrari 059/4 1.6 V6 Turbo | P    |     |                 | AUS | MYS | CHN | BHR | ESP | MON | CAN | AUT | GBR | HUN | BEL | ITA | SIN | JPN | RUS | USA | MEX | BRA | ABU | 36     | 8.º  |
| 2015 | Ferrari 059/4 1.6 V6 Turbo | P    | 9   | Marcus Ericsson | 8   | Ret | 10  | 14  | 14  | 13  | 14  | 13  | 11  | 10  | 10  | 9   | 11  | 14  | Ret | Ret | 12  | 16  | 14  | 36     | 8.º  |
| 2015 | Ferrari 059/4 1.6 V6 Turbo | P    | 12  | Felipe Nasr     | 5   | 12  | 8   | 12  | 12  | 9   | 16  | 11  | DNS | 11  | 11  | 13  | 10  | 20≠ | 6   | 9   | Ret | 13  | 15  | 36     | 8.º  |

- ≠ El piloto no acabó el Gran Premio, pero se clasificó al completar el 90% de la distancia total.